# L-5哨兵式聯絡機
L-5哨兵式聯絡機是美國軍方受到德國Fi 156觀測機的影響，向全國12個廠家招標，最後由史丁生飛機公司（Stinson）以其民用的史丁生105民用小型飛機作為基礎而研發的觀測機。

## 基本資料
- 機長：7.34米
- 翼展：10.36米
- 機高：2.13米
- 空重：702公斤
- 載重：916公斤
- 昇限：4815米
- 最快時速：209公里/小時
- 航程：675公里

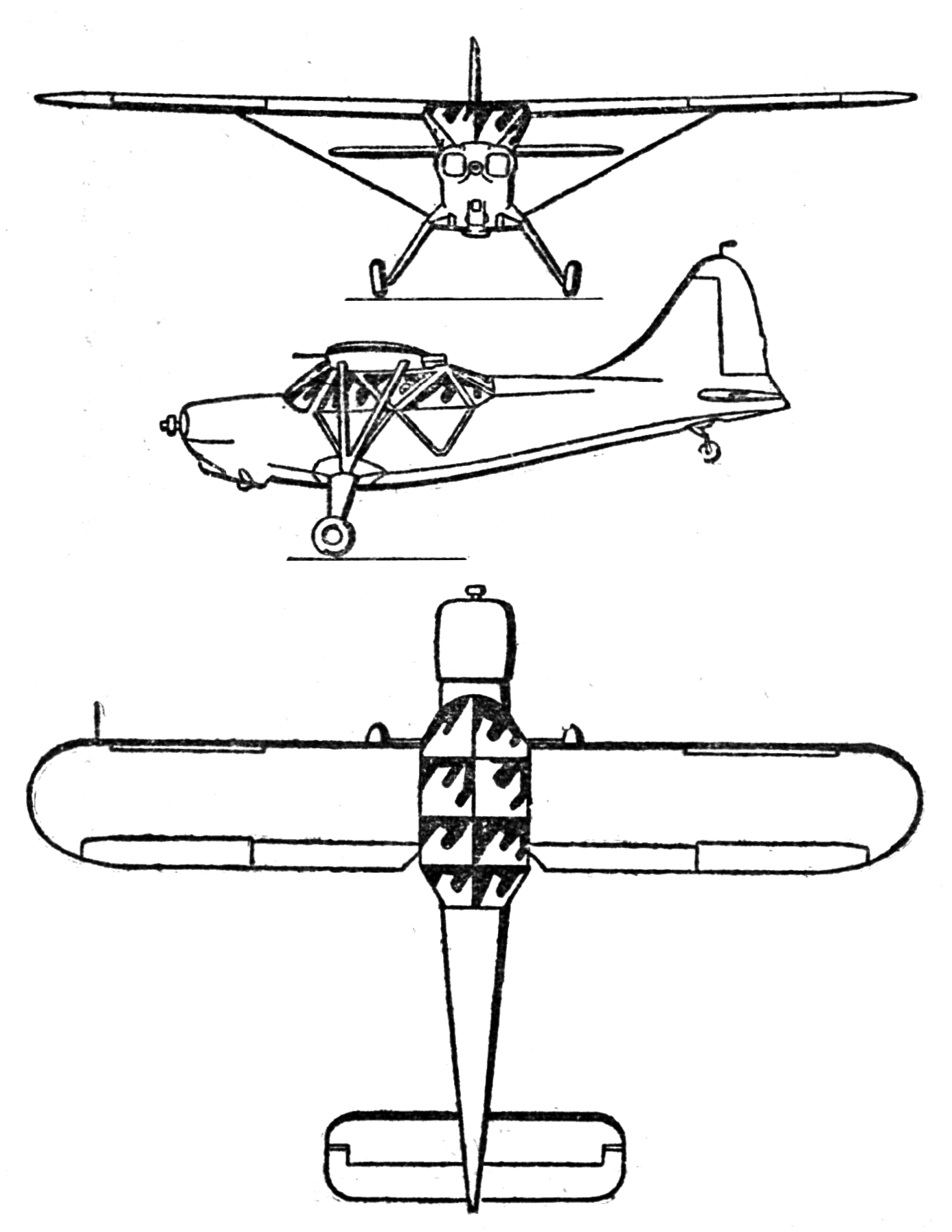
L-5哨兵式聯絡機三視圖

- 發動機：1俱莱康明公司O-435-1風冷式發動機（馬力=185匹）
- 乘員：2人

## 型號
- O-62/L-5
- L-5A
- L-5B
- L-5C
- L-5E
- L-5D
- L-5G
- OY-1
- OY-2

## 設計

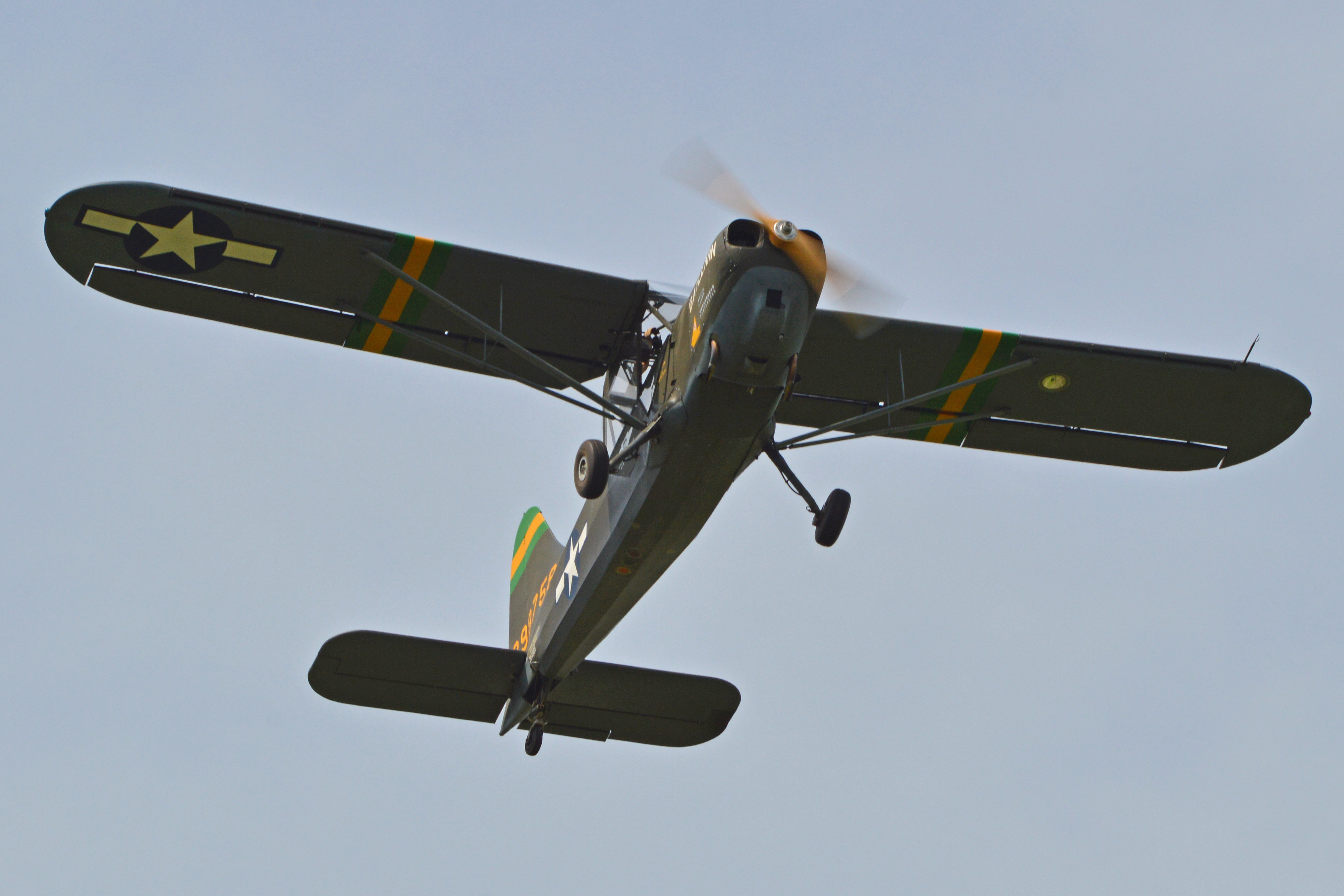
L-5哨兵式聯絡機的機翼有全翼展開缝襟翼

L-5哨兵式聯絡機在民用的史丁生105民用機的基礎上，加強發動機馬力和機身結構強度，其整體設計是典型的上單翼機，機身結構簡單，機翼有全翼展開缝襟翼，能在60米內起降。

## 實戰
美軍的L-5哨兵式聯絡機大多用於太平洋戰區、中國戰區和中缅印战区，作為戰場通訊聯絡、人員（包括傷兵）運輸和輕型運輸機等任務，由於L-5的多用途而被美軍士兵稱為「空中吉普車」。
美軍自用的L-5哨兵式聯絡機被使用至韓戰，之後才被其他直昇機取代。

## L-5哨兵式聯絡機在中國
抗日戰爭時來華助戰的美國第十四航空隊已裝備了L-5哨兵式聯絡機，抗戰勝利後的1946年開始，中華民國空軍接收留在中國的L-5哨兵式聯絡機，國共內戰期間作為戰場通訊聯絡、人員運輸和飛行員培訓等任務。
1946年4月20日，國軍第9戰區的一架L-5從徐州起飛，原本要飛去濟南但在途中在河北青河縣解放區降落，之後又有多架L-5飛去解放區投誠，到了1949年10月1日新中國成立時，解放軍有8架L-5，其中5架良好而3架待修，解放軍的L-5不單有飛行於開國大典而且使用至1976年。

## 使用國家

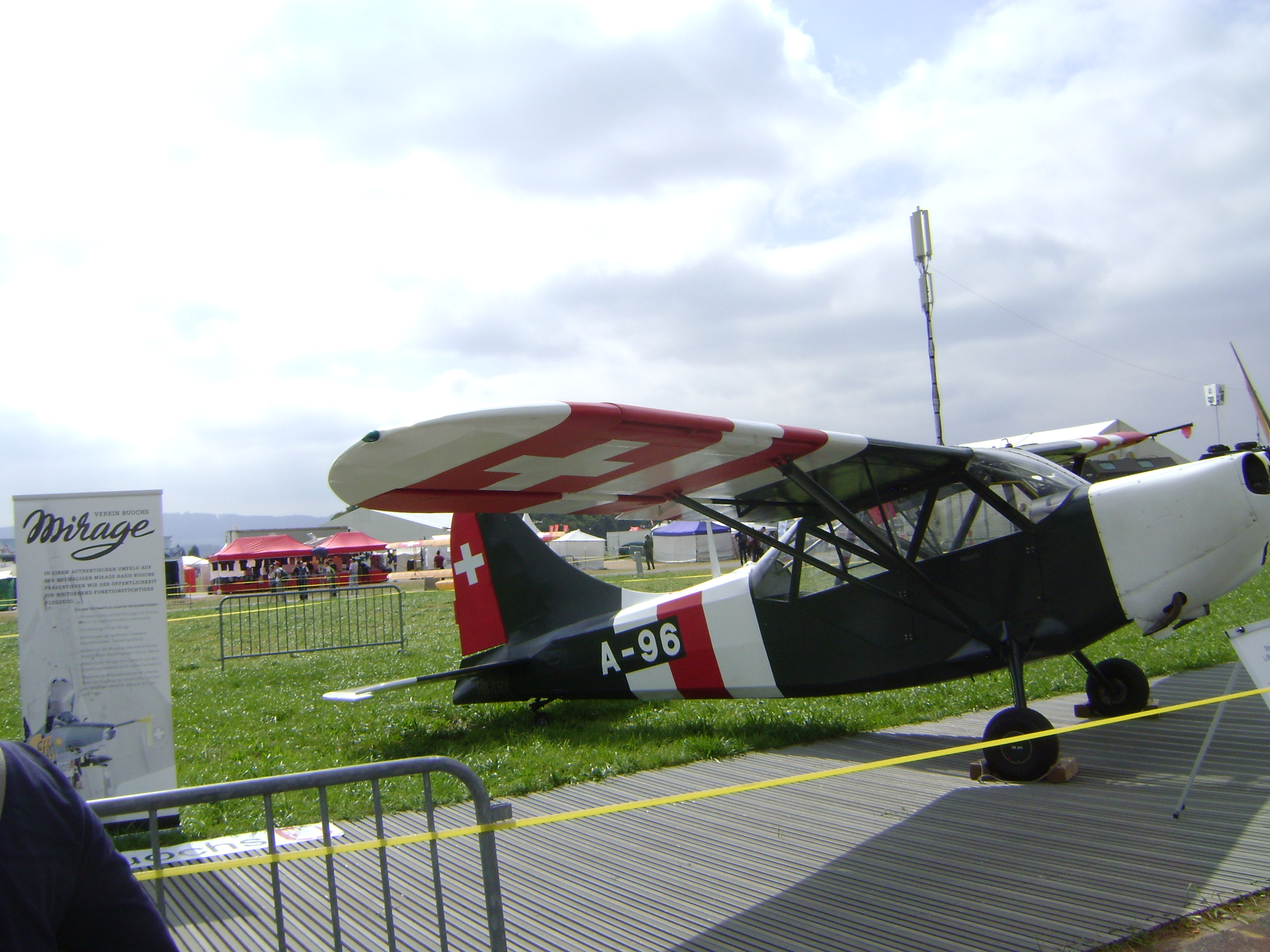
瑞士空軍的L-5哨兵式聯絡機

- 美国
- 中華民國
- 中华人民共和国
- 英国
- 義大利
- 波蘭
- 日本
- 泰國
- 菲律賓
- 希腊
- 瑞士

## 相似機種

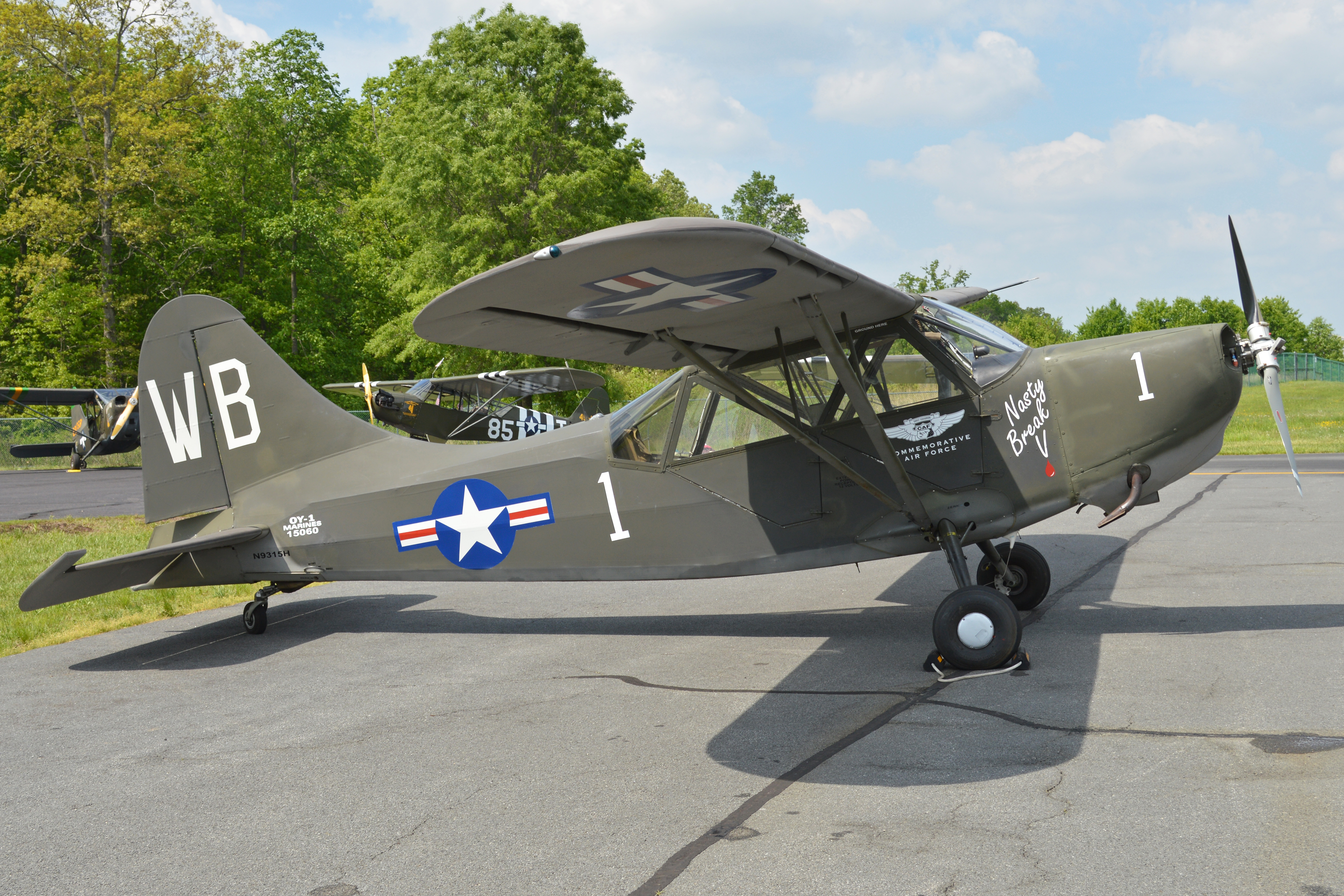
美軍L-5哨兵式聯絡機，遠處為L-4草蜢式聯絡機

- L-4草蜢式聯絡機
- Fi 156
- 塞斯納172
- 三式指揮連絡機